# Heidi Swedberg
Heidi Swedberg (Honolulu, 3 de março de 1966) é uma atriz e música estadunidense, mais conhecida pelo papel de Susan Ross, noiva de George Costanza no seriado Seinfeld.